# Wolfsangel

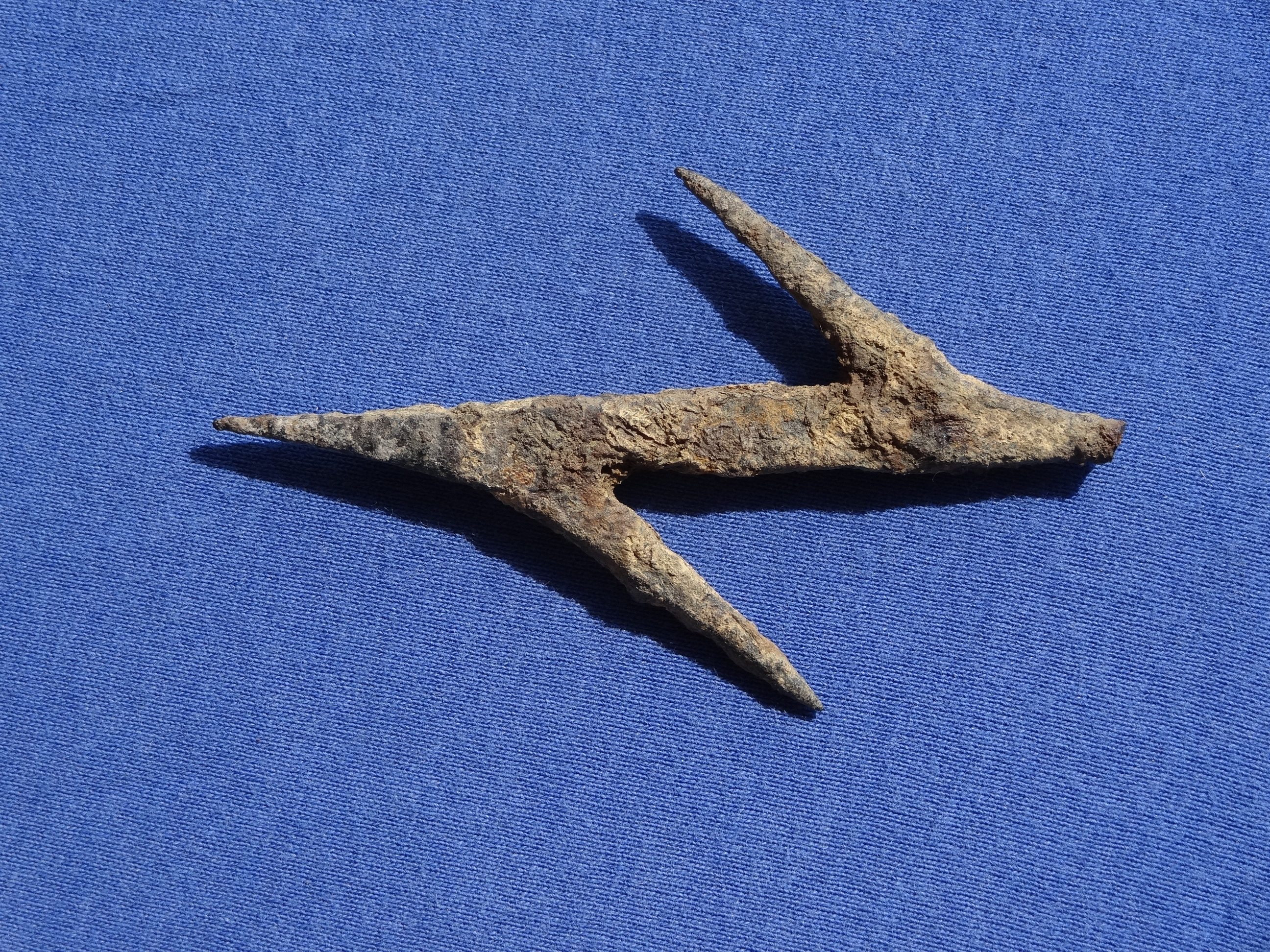
Eiserne Wolfsangel aus dem 8. Jh., gefunden in der mittelalterlichen Siedlung Villa Arnesburg

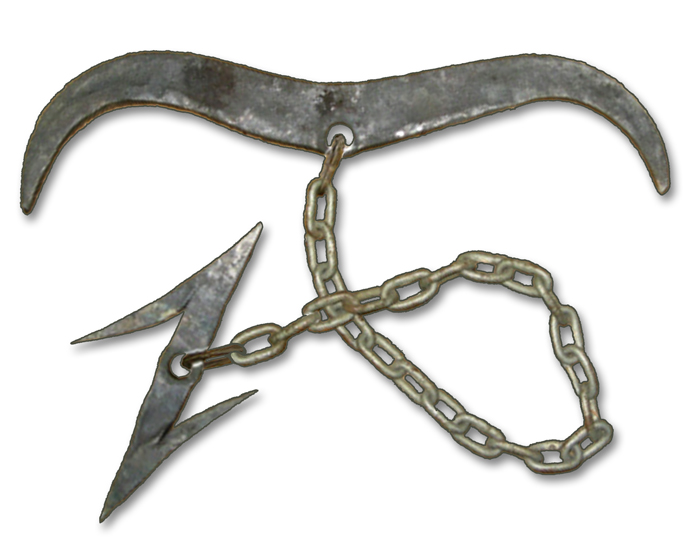
Moderne Rekonstruktion einer Wolfsangel

Die Wolfsangel ist ein aus Eisen geschmiedetes Jagdgerät, das früher zum Fang von Wölfen eingesetzt wurde.

## Allgemeines
Die Wiedergabe einer Ausführungsform wird als heraldische Figur unter anderem in vielen Familien- und Gemeindewappen, zum Beispiel als Forsthaken im Wappen von Katzweiler, verwendet. Historiker sind sich uneins, ob das Zeichen für das Jagdgerät steht oder für einen Mauerhaken, ein eisernes Bauteil, das feste Mauerteile (wie Wehrtürme) zu verbinden hatte. Die Vermutung, dass es sich bei der Wolfsangel um ein altes germanisches Runenzeichen handelt, konnte nicht bewiesen werden, jedoch besitzt Ihwa (ᛇ) eine ähnliche Form.
Unicode hat in U+294A bis U+294D die Zeichen ⥊ ⥋ ⥌ ⥍.

## Jagdgerät
Die aus Eisen geschmiedeten Wolfsangeln wurden über Jahrhunderte zum Fang von Wölfen verwendet. Die mit Widerhaken versehenen Enden wurden mit Ködern (zum Beispiel mit den Eingeweiden erlegter Jagdtiere) bestückt und an einem Baum so hoch aufgehängt, dass der Wolf danach springen musste, um zuschnappen zu können. Der Wolf blieb mit der Schnauze hängen und verendete unter Qualen, falls er nicht bei Kontrolle der Tierfalle früher gefunden und getötet wurde. Im Jahr 1617 wurde die Funktion der Wolfsangel so beschrieben: Ein Wolffs Angel, die man hengt und ein Aas daran thuet, wenn das Thier danach springt, so bleibt es mit dem Maul davon hängen.
Der Kunsthistoriker Richard von König-Warthausen hat 1889 in den „Württembergischen Vierteljahresheften für Landesgeschichte“ die Wolfsangel folgendermaßen beschrieben: „Es handelt sich um ein zehn Zentimeter langes, beiderseits zugespitztes Flacheisen, das auf jeder Seite einen spitzwinklig eingeschnittenen, je nach dem anderen gegenüberstehenden Widerhaken hat. In der Mitte ist das Eisen durchbohrt und hängt an einer 40 Zentimeter langen Kette. Am oberen Teil der Kette befindet sich ein halbmondförmiger, in einen Dorn auslaufender Anker.“
Mit dem halbmondförmigen Anker wurde die Kette an einem Baum befestigt. Teile des Fanggeräts finden sich häufig in Wappen, laut Peter Kötz der Anker (oft ebenfalls als „Angel“ bezeichnet) vorwiegend im süddeutschen, die Angel vorwiegend im nord- und westdeutschen Raum.
Andere Wolfsangeln waren mit einem Federmechanismus versehen, der sich beim Zuschnappen auslöste und die Widerhaken in den Rachen trieb. Diese Fallenart konnte auch am Boden ausgelegt werden. Erste Erwähnungen zu Wolfsangeln finden sich in Kapitel 69 des Capitulare de villis, einer detaillierten Vorschrift über die Verwaltung der Krongüter Karls des Großen, die vermutlich 812 n. Chr. geschrieben wurde; noch bis zum Ende des 19. Jahrhunderts wurde diese Fangart weitergeführt.

## Funde
- Bei Ausgrabungen der Villa Arnesburg bei Lich zwischen 2014 und 2016 wurde eine eiserne Wolfsangel aus dem 8. Jahrhundert geborgen.[3]
- Bei Ausgrabungen auf der Falkenburg in Detmold kamen im Jahre 2009 in einem Keller des 13. Jahrhunderts über 25 Wolfsangeln zutage.[4][5]

## Formen in der Heraldik
In der Heraldik gibt es zahlreiche Erscheinungsformen der Wolfsangel. Zum einen wird der eigentliche Wolfsdoppelhaken, teils spitz, manchmal nicht, gezeigt, zum Teil auch mit Querstrebe, zum anderen der halbmondförmige Anker mit einem Ring an der Unterseite, womit dies die Standardposition ist. Dieser Anker wurde ins Geäst eingehängt, durch den Ring lief das Seil mit dem eigentlichen Wolfshaken mit Köder am anderen Ende. Üblicherweise erscheint dieser Wolfsanker in Dreiergruppen übereinander (pfahlweise) gestellt, mit Ring nach unten.
Die folgenden Wappen zeigen die Doppelhaken-Form:

Wolfsangel im Wappen von Katzweiler
Wolfsangel im Wappen von Mannheim
Wolfsangel mit Querstrebe im Wappen von Idar-Oberstein
Wolfsangel mit Querstrebe (Wappen von Oestrich-Winkel)
Wolfsangel mit Ring im Wappen von Schlebusch

## Verwendungen als Symbol

### Rechtslage
Die Wolfsangel wurde in der Zeit des Nationalsozialismus von nationalsozialistischen Organisationen und SS-Einheiten verwendet. Später wurde das Symbol von rechtsextremen Organisationen benutzt, die in der Bundesrepublik Deutschland als verfassungsfeindlich eingestuft wurden. Die Wolfsangel ist somit wegen ihrer Geschichte ein Kennzeichen im Sinne der Strafnorm § 86a StGB (Verwenden von Kennzeichen verfassungswidriger Organisationen) und deshalb in Verbindung mit einer verbotenen Organisation strafbar.
Nach dem Brandenburgischen Oberlandesgericht kann die Benutzung der Wolfsangel allerdings auch teilweise einen unterschiedlichen (also auch einen nicht strafbaren) Bedeutungsinhalt haben, wie die Verwendung in Gemeindewappen oder bei der Bundeswehr. Ebenso ist die von verbotenen Organisationen unabhängige Verwendung in Vereinswappen nicht strafbar.

### Forstzeichen in Norddeutschland

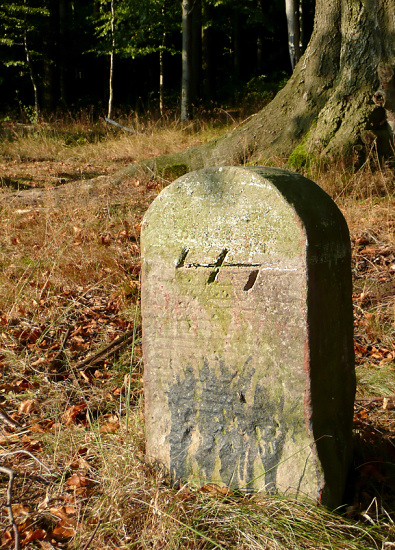
Wolfsangel an einem Forstgrenzstein im Deister

Die Wolfsangel als Symbol hat im Forstbereich eine weit zurückreichende Geschichte. Bereits in einem 1616 geschlossenen Grenzvertrag zwischen Braunschweig-Lüneburg und Hessen wurde die braunschweigische Grenzmarkierung „als ein Wulffsangel“ bezeichnet. Sie wurde nicht nur auf Grenzsteinen eingesetzt, sondern es gibt auch Nachweise über den Gebrauch im Schriftverkehr der Forstämter aus dem Jahr 1674.
Später wurde die Wolfsangel auch als Symbol auf Forstuniformen verwandt. In einem Aktenkonvolut (Schriftstück) von 1792 werden die Stellungnahmen der Oberforstmeister zu einer neuen Forstuniform wiedergegeben. Hierbei schlägt der Oberforstmeister Adolf Friedrich von Stralenheim vor, die Uniformknöpfe mit den Buchstaben „GR“ und einem Symbol zu versehen. Das von ihm zeichnerisch dargestellte Symbol glich der Wolfsangel, wurde aber von ihm selbst als „Forstzeichen“ beschriftet.
König Ernst August von Hannover machte die Wolfsangel dann Mitte des 19. Jahrhunderts offiziell zum Symbol des hannoverschen Forst- und Jagddienstes. Dem Wappenbild mit einem auf dem Rasen laufenden Sachsenross wurde eine Wolfsangel zugefügt. Diese wurde somit Bestandteil verschiedener Uniformteile wie Knöpfen, Epauletten, Leibkoppelschlössern und Schulterriemenbeschlägen. Die Wolfsangeln fanden sich auch auf den Forstkoppelschlössern des Herzogtums Braunschweig-Lüneburg, jedoch mit entgegengesetzter Ausrichtung der Haken.
Später wurde die Wolfsangel auch als alleiniges Abzeichen in Messing an den Dienstmützen und auf den Knöpfen der hannoverschen Forstaufseher getragen. Im Braunschweigischen wurde sie den privaten Forst- und Jagdaufsehern ebenfalls als Dienstabzeichen an der Kopfbedeckung vorgeschrieben.
Noch immer wird die Wolfsangel in verschiedenen Forstrevieren in Niedersachsen als Grenzmarkierung, insbesondere bei Abteilungsgrenzen, eingesetzt. Dieser Brauch scheint schon mindestens seit Mitte des 19. Jahrhunderts zu existieren. So schrieb Heinrich Burckhardt 1875 in einem Beitrag über die „Sprache im Walde“ auch etwas über die Wolfsangel. Unter anderem bezeichnet er das liegende oder auch stehende Wolfsangelzeichen als Ritzmarke, „die er [der Forstmann] mit dem Reißhaken schnell in die Rinde der Bäume hineinreißt.“ Heute wird der Reißhaken häufig durch die Farbsprühdose ersetzt.
Auch im Jagdbereich hat sich die Wolfsangel bis heute erhalten. So ist sie Bestandteil des Wappens der Landesjägerschaft Niedersachsen und des „Vereins Hirschmann“, der sich um die Zucht und jagdliche Ausbildung der Hannoverschen Schweißhunde kümmert.

### Weitere symbolische Verwendung
Der Heide-Dichter Hermann Löns setzte unter seine Unterschrift ab 1905 häufig das Zeichen der Wolfsangel. Aus diesem Grunde verwendet der Verband der Hermann-Löns-Kreise in Deutschland und Österreich e. V. (kurz: Löns-Verband) sie in seinem Logo.
Von 1991 bis 2004 war ein ähnliches Symbol das Abzeichen der Sozial-Nationalen Partei der Ukraine (SNPU, seit 2004: Allukrainische Vereinigung „Swoboda“). Dieses Symbol führt auch die im April/Mai 2014 gegründete, zeitweise als rechtsextrem geltende, ukrainische Miliz Regiment Asow. Aus Sicht ukrainischer Nationalisten zeigt die Wolfsangel die Buchstaben „I“ und „N“, welche für „Idee der Nation“ (Ідея Нації) stehen.

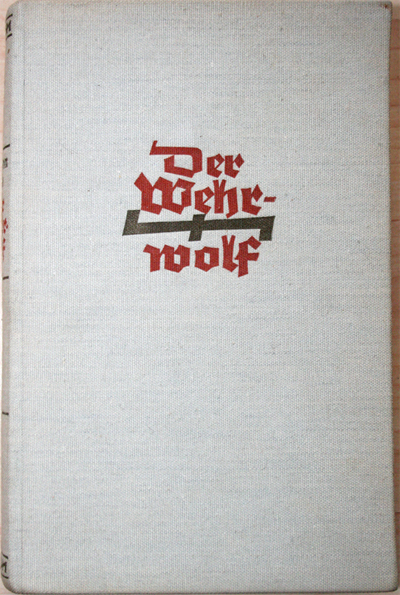
Buchdeckel des Romans Der Wehrwolf von Hermann Löns
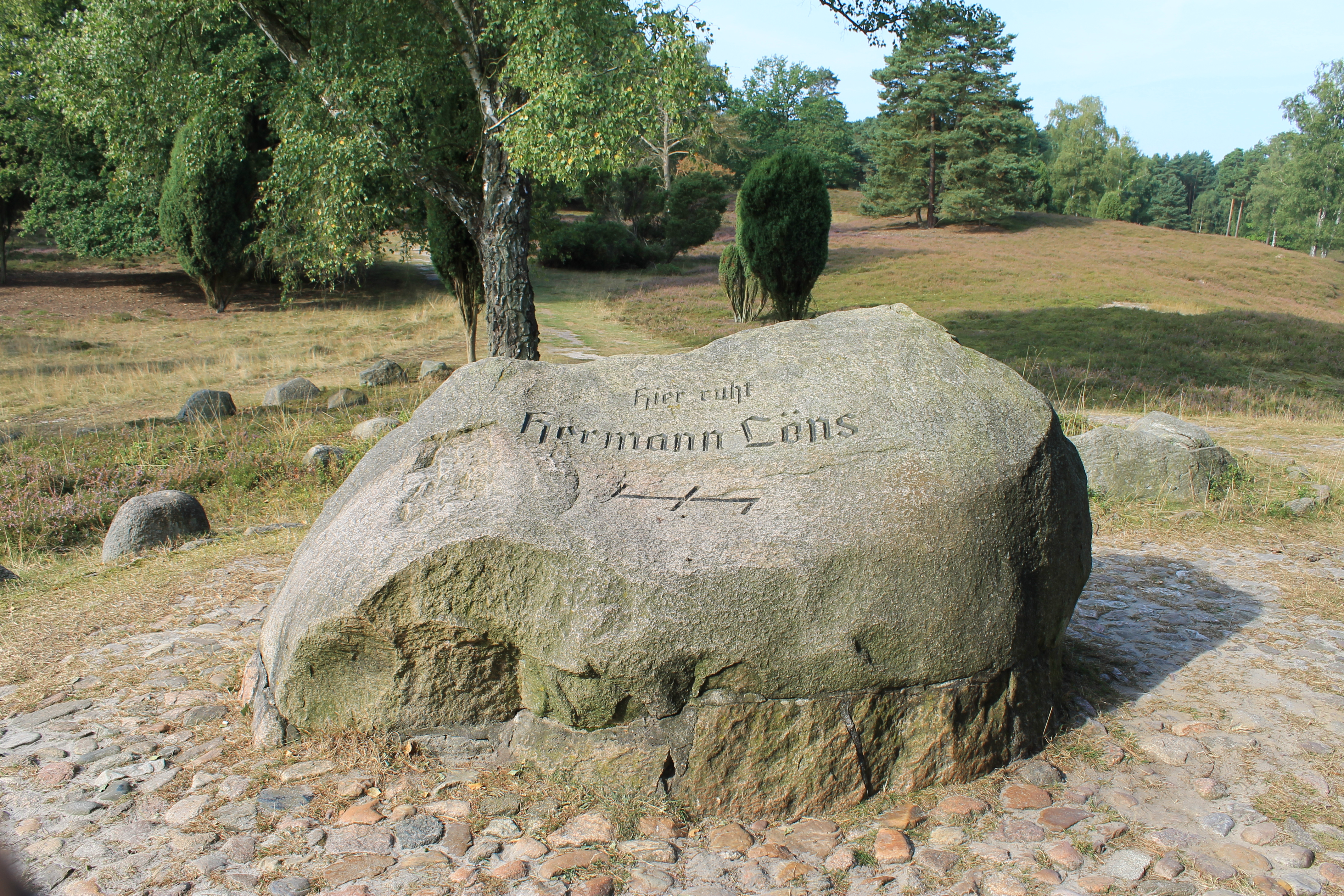
Grabstein von Hermann Löns mit Darstellung der Wolfsangel
Wappen der 2. SS-Panzer-Division „Das Reich“
Abzeichen der ukrainischen SNPU 1991–2004
Abzeichen der ukrainischen Miliz Regiment Asow (bis zum 11. August 2015)

### Verwendung des Symbols durch Nationalisten und Rechtsextremisten
Die Wolfsangel wird von Rechtsextremisten und Nationalisten in aller Welt benutzt, beispielsweise als Symbol der Wehrhaftigkeit. So verwendete die 1921 gegründete nationalistische deutsche Jugendorganisation Jungnationaler Bund das Symbol mit ausdrücklichem Bezug auf den Löns-Roman „Der Wehrwolf“ und in den 1930er Jahren trug die von Hermann Bickler gegründete elsässisch-autonomistische Jungmannschaft zu brauner Uniform eine Armbinde mit der Wolfsangel.
Verwendet wurde die Wolfsangel zudem von der 34. SS-Freiwilligen-Grenadier-Division „Landstorm Nederland“, der 2. SS-Panzerdivision „Das Reich“ und von der 19. Infanteriedivision der Wehrmacht. Auch die 1982 als verfassungsfeindlich verbotene Junge Front (Jugendorganisation der Volkssozialistischen Bewegung Deutschlands / Partei der Arbeit) benutzte die Wolfsangel als Erkennungszeichen.